# Teroristický útok na letiště Glasgow 2007
Dne 30. června roku 2007 byl na letišti v Glasgow ve Skotsku (správní oblast Renfrewshire) proveden teroristický útok pomocí tmavě zeleného vozu Jeep Cherokee, kterým pachatelé projeli skrz skleněný hlavní vchod do areálu letiště, kde nastala exploze a automobil začal hořet. Dva pachatelé, oba jihoasijského původu, byli popáleni, z toho jeden z nich byl v kritickém stavu převezen do nemocnice v Paisley, kde nakonec zemřel; další čtyři lidé byli ošetřeni. Letiště bylo uzavřeno do 1. července a pět osob bylo zatčeno v souvislosti s útokem. V zemi byl po tomto incidentu, který následoval po objevení teroristického materiálu v Londýně, vyhlášen nejvyšší stupeň ohrožení. Dva týdny před touto událostí varovaly Spojené státy Spojené království a Česko o možném útoku v Glasgow a Praze.